# Marcelo Carballo
Marcelo Antonio Carballo Cadima (Cochabamba; 7 de diciembre de 1974) es un exfutbolista boliviano. Jugaba como defensa.

## Trayectoria
Carballo empezó a jugar en el Enrique Happ en el año 1981. Pasó por las categorías, pibes, infantiles y prejuvenil, no llegó más arriba porque justamente el año 91 esta escuela dejó de pertenecer a Enrique Happ, la estructura pasó a responsabilidad del IDD (Instituto Departamental del Deporte) y a los jugadores se les entregó la carta libre de actuación, por lo que el 91 y 92 terminó jugando en el equipo del colegio Don Bosco en el que estudiaba, denominado "CLUB SALESIANOS DON BOSCO", con el que fue campeón mundial en las copas de Noruega y Oslo, derrotando en la finaal al Bayern Munchen y a Tahuichi respectivamente.. 
Carballo el año 1991 fue parte del club Aurora, equipo con el que participó en el nacional de clubes campeones sub-16, saliendo campeones y ganando el derecho a participar representando a la selección Boliviana en el campeonato sudamericano sub-17 desarrollado en el paraguay.
Carballo jugó en el Club Wilstermann desde 1993 hasta 2001, entre el 2002 y 2004 jugó con The Strongest y en 2005 regresó al equipo que lo vio nacer, el Wilstermann. De sus 16 años de carrera futbolística paso 13 en este club con el cual obtuvo 2 títulos de la Liga de Fútbol Profesional Boliviano, el primero el año 2000 y el segundo el 2006. Marcelo Carballo jugó más de 350 partidos defendiendo la camiseta de Wilstermann.

## Selección nacional
También tuvo la oportunidad de participar de las selecciones nacionales sub-17, sub-20, sub-23 y la selección mayores en tres eliminatorias distintas.

## Clubes

### Como jugador
| Club              | País    | Año         |
| ----------------- | ------- | ----------- |
| Jorge Wilstermann | Bolivia | 1993 - 2001 |
| The Strongest     | Bolivia | 2002 - 2004 |
| Jorge Wilstermann | Bolivia | 2005 - 2009 |

### Como entrenador
| Club              | País    | Año  |
| ----------------- | ------- | ---- |
| Jorge Wilstermann | Bolivia | 2013 |

## Palmarés

### Torneos nacionales
| Título           | Club              | País    | Año                 |
| ---------------- | ----------------- | ------- | ------------------- |
| Primera División | Jorge Wilstermann | Bolivia | 2000                |
| Primera División | The Strongest     | Bolivia | Apertura 2003       |
| Primera División | The Strongest     | Bolivia | Clausura 2003       |
| Primera División | The Strongest     | Bolivia | Clausura 2004       |
| Primera División | Jorge Wilstermann | Bolivia | Segundo Torneo 2006 |